# Zero Wing
Zero Wing (Japans: ゼロウィング) is een Japans shoot 'em up-arcadespel uit 1989, dat werd ontwikkeld door Toaplan. Zoals andere shoot 'em ups uit die tijd had het geen echt verhaal, behalve dat de speler de held moest uithangen en het universum redden van de slechteriken. Desondanks genoot het wel succes als arcadespel. Hierdoor werd het spel overgezet naar pc en Sega Mega Drive in 1991.
De slechte vertaling van de oorspronkelijk Japanse teksten naar het Engels bracht in 2001 een enorme hype teweeg. Zie hiervoor het artikel All your base are belong to us.

## Platforms
| Jaar | Platform        |
| ---- | --------------- |
| 1989 | Arcade          |
| 1991 | Sega Mega Drive |
| 1992 | TurboGrafx CD   |

## Ontvangst
| Beoordeeld door                | Platform        | Datum            | Score |
| ------------------------------ | --------------- | ---------------- | ----- |
| Computer and Video Games (CVG) | Sega Mega Drive | augustus 1991    | 93%   |
| Mean Machines                  | Sega Mega Drive | juli 1991        | 91%   |
| Pixel-Heroes.de                | TurboGrafx CD   | juni 2004        | 70%   |
| Power Play                     | Sega Mega Drive | september 1991   | 67%   |
| Gamers (Duitsland)             | Sega Mega Drive | augustus 1992    | 53%   |
| The Video Game Critic          | Sega Mega Drive | 2 februari 2005  | 50%   |
| Sega-16.com                    | Sega Mega Drive | 11 december 2006 | 50%   |
| HonestGamers                   | Sega Mega Drive | 18 maart 2012    | 40%   |
| Thunderbolt Games              | Sega Mega Drive | 11 augustus 2004 | 40%   |
| HonestGamers                   | Sega Mega Drive | 12 januari 2008  | 40%   |